# Флагстаф
Флагстаф (на английски: Flagstaff) е град в окръг Коконино, щата Аризона, САЩ. Флагстаф е с население от 59 746 жители (2007) и обща площ от 164,8 km². Намира се на 2106 m надморска височина. ЗИП кодът му е 86001-86004, 86011, а телефонният му код е 928. Флагстаф е университетският център на Аризона. През него минава и легендарният Път 66. Флагстаф е известен културен център. Дом е на Симфоничния оркестър на Аризона.